# Li Rong Mei
Li Rong Mei, 李荣梅 (Shanghai, 3 gennaio 1964), è un'artista marziale cinese naturalizzata italiana, maestro di taijiquan e wushu.

## Biografia
Nata a Shanghai, ultima di cinque figli, all'età di 4 anni viene avviata allo sport dal padre (istruttore di nuoto) per irrobustire il suo esile corpo essendo nata durante il periodo della grande carestia.

### Il Wushu
Nella primavera del 1970 incontra il wushu (武術). Le lezioni erano tenute in un parco da un giovane maestro, convince i suoi genitori a lasciar perdere il nuoto per praticare le arti marziali.
Alle elementari le sue qualità atletiche emergono subito, per questo viene indirizzata presso un centro specializzato per il Wushu diretto da Hu Han Pin (grande Maestro nello stile del prigioniero scelto per seguire il premier Zhou Enlai durante un viaggio in occidente per mostrare le tecniche del Wushu) dove seguiranno anni di intensa pratica e studio. 
Da Li Fon Mei, Maestro e grande atleta nel Taijiquan (allieva diretta di Fu Zhong Wen), inizia ad apprendere anche le basi del taijiquan (太极拳).
Passando per selezioni sempre più dure con migliaia di coetanei e competizioni importanti (dove è sempre sul podio) il suo tempo di pratica è la mattina prima delle lezioni e il pomeriggio al termine della scuola.

### Lo Shanghai Wushu Team
Nel 1977 entra nel prestigioso Tecnical College di Educazione Fisica di Shanghai dove attraverso una ancor più dura selezione durata 2 anni insieme ad altri 4 praticanti entrerà a far parte del Wushu team di Shanghai.
Nel 1978 viene selezionata per far parte di una squadra che girerà tutta l'America latina per esibizioni di wushu, ma dovrà rinunciare per un incidente subito in fase di allenamento.
Nel 1979 diviene allieva diretta di Fu Zhong Wen divenendo grande atleta anche nel Taijiquan.
Nelle gare nazionali cinesi, è sul podio con le doppie lance, sciabola, Taijiquan e Taijijian (spada).
Nel 1987/1988 per aver primeggiato in ben 6 specialità ai grandi campionati nazionali ottiene il titolo di Gran Maestro, entra a far parte della nazionale cinese, tra i suoi compagni di squadra Li Lian Jie (meglio conosciuto come Jet Li) e Zhao Chang Jun di Xian, viaggia più volte in tutta l'Asia e in Europa per dimostrazioni e seminari sul wushu.
Nel 1988 partecipa alle riprese di un film di arti marziali.

### Insegnamento del Wushu e del Taijiquan
Nel 1989 arriva in Italia, dove decide di rimanere, e collabora alla formazione della Federazione Italiana Wushu (FIWuK) all'interno della quale ricoprirà il ruolo di Direttore Tecnico. 
Interviene in trasmissioni di interesse nazionale come ad esempio "Alla ricerca dell'Arca" di Mino Damato (e altre riportate in dettaglio più avanti) e ad importanti manifestazioni di arti marziali che contribuiranno in maniera decisiva alla diffusione del Wushu e Taijiquan in Italia ed in Svizzera.
Nel 1993 arriva in Italia il Gran Maestro Fu Zhong Wen per riconoscerla ufficialmente come suo Discepolo (Cerimonia Yang) e conferirle la responsabilità della Scuola europea dello stile Yang chiamata Yong Nian (dal luogo di nascita di Yang Chengfu Maestro di Fu Zhong Wen). 
Durante la sua permanenza in Europa, il GM° Fu Zhong Wen ed il GM° Li Rong Mei, partecipano ad una serie di manifestazioni sportive e seminari, in Italia ed in Svizzera, con lo scopo di promuovere la conoscenza e la diffusione del Taijiquan.
Dal 1993 il GM° Li Rong Mei porta avanti costantemente, senza interruzione e seguendo la tradizione, il compito affidatole dal suo Maestro Fu Zhong Wen: trasmettere ed insegnare il Taijiquan stile Yang in Europa.

### Interventi Televisivi
Come accennato, negli anni 90 partecipa a diverse puntate de Alla ricerca dell'arca condotta da Mino Damato su Rai 3 e a Incontri Televisivi condotta sempre dallo stesso conduttore su Tele Monte Carlo.
Su Rai 3 conduce per una settimana una serie di lezioni sul Taijiquan.
Per il Madame Butterfly diretto ed interpretato da Ugo Tognazzi e Braghetti è maestro d'armi per le sequenze dell'opera di Pechino.
Nel 1999 invitata da Franco Battiato, partecipa al Festival di Sanremo insieme ad alcuni dei suoi Studenti. Per l'occasione prepara appositamente alcune coreografie marziali sulle note delle canzoni, interpretandole poi sul palco durante l'esibizione del cantante.
Successivamente, su richiesta dello stesso Franco Battiato, lo segue durante il suo tour in Italia esibendosi in coreografie marziali durante i concerti.
Nel 2005 esegue una breve sequenza di Taijiquan nel film Musikanten di Battiato.
Nel 2006 nell'episodio della Fiction Vendetta cinese de L'ispettore Coliandro dei Manetti Bros..partecipa come attrice e maestro d'armi, creando ed interpretando tutte le scene di arti marziali, insieme agli attori ai quali lei stessa insegna tecniche e sequenze. 
Nel 2009 la regista Alessandra Populin ha girato il documentario Fiore d'inverno, una donna guerriero che ripercorrendo i ricordi di Li Rong Mei in Cina affronta un viaggio nel mondo dell'arte marziale cinese tra passato e presente.

## Pubblicazioni
- Li Rong Mei, Il taijiquan. Corpo che pensa, mente che muove, Ed. Mediterranee, 2008.